# پاسکال زوبربالر
پاسکال زوبربالر (انگلیسی: Pascal Zuberbühler؛ زادهٔ ۸ ژانویهٔ ۱۹۷۱) یک بازیکن فوتبال اهل سوئیس است.
وی همچنین در تیم ملی فوتبال سوئیس بازی کرده‌است.